# رباط زرنوخ
رباط زرنوخ هو رباط تاريخي يعود إلى عصر السلالة الصفوية، ويقع في مقاطعة مة ولات.